# Propreté
La propreté est l'absence de souillure, incluant poussière, tache, et mauvaises odeurs. Elle implique des procédés de nettoyage, notamment dans le domaine de l'hygiène alimentaire (« élimination des souillures, des résidus d'aliments, de la saleté, de la graisse ou de toute autre matière indésirable »). On peut parler de propreté pour un organisme vivant (homme, animal de compagnie) ou pour un lieu et une pièce.
Dans les périodes plus récentes, avec la théorie des maladies transmises par les germes, il signifie aussi une absence de virus et bactéries pathogènes. Les experts recommandent dans la mesure du possible d'intégrer le risque sanitaire, et le nettoyage dès la conception des locaux, notamment de l'agroalimentaire.
Dans tous ces domaines d'activité l'hygiène est de plus en plus responsable. On parle alors de Nettoyage écologique dans l'hygiène durable.
Les degrés de propreté sont très différents selon les activités, puisque cela peut aller jusqu'à la propreté atomique des surfaces dans les processus industriels.
On peut distinguer :
- la propreté physique (élimination des salissures) ;
- la propreté chimique (élimination des résidus de détergent) ;
- la propreté biologique (élimination des micro-organismes).

La propreté permet d'obtenir des propriétés particulières de certains matériaux, par exemple pour obtenir la transparence des vitres ou la propreté de miroirs, prismes, lentilles dans le domaine de l'optique.

## Moyens de nettoyage

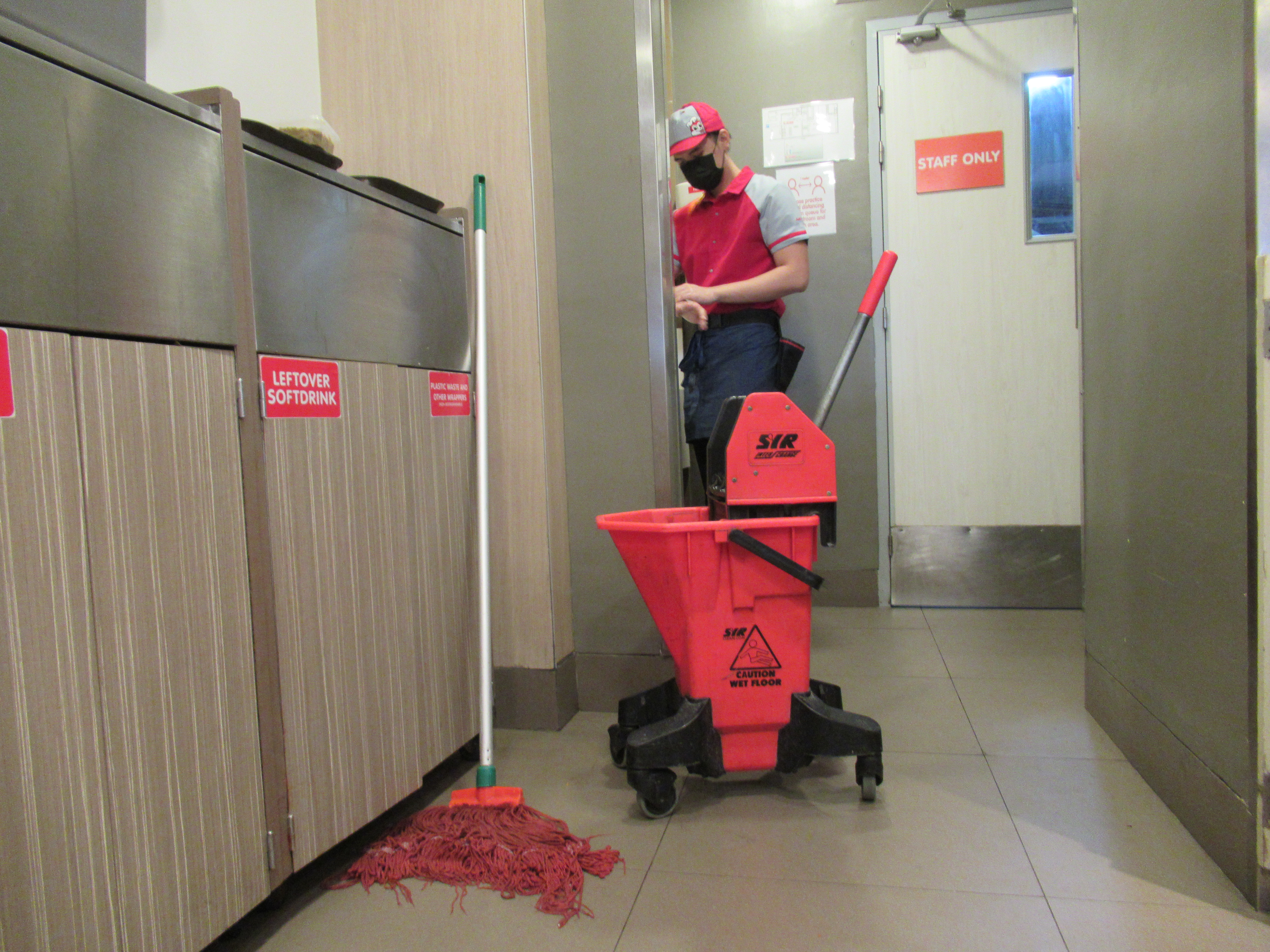
Seaux à vadrouille pour le lavage manuel.

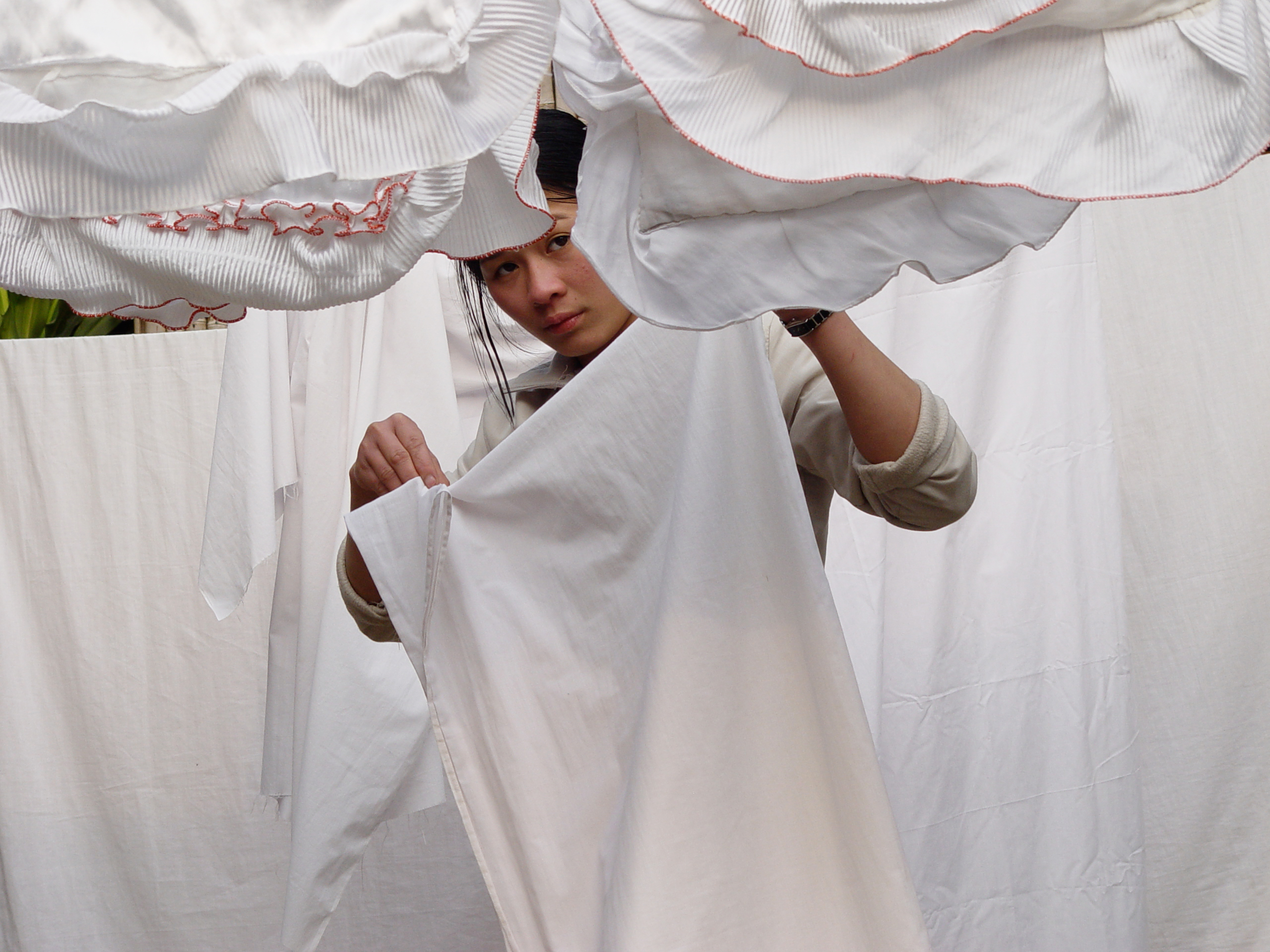
Faire la lessive à Mai Chau, Viêt Nam, en 2005.

Selon l'origine des salissures à éliminer, il y a différentes manières de nettoyer :
- salissures non adhérentes : dépoussiérage (soit avec un balayage à sec, balayage humide, ou à l'aide d'un  essuyage écologique par aspiration)
- salissures adhérentes : lavage 
  - soit manuel: utilisation d'une serpillière, d'un balai humide, d'une brosse, d'une éponge, de paille de fer...
  - soit mécanisé: utilisation d'une autolaveuse ou d'une machine-balai (une ou plusieurs brosses) ou d'un nettoyeur à vapeur.
  - avec eau froide ou chaude, avec ou sans détergent...
- biofilms, matériaux contaminés par des microbes ou virus ; Désinfection : « réduction, au moyen d'agents chimiques ou de méthodes physiques du nombre de microorganismes présents dans l'environnement, jusqu'à l'obtention d'un niveau ne risquant pas de compromettre la sécurité ou la salubrité des aliments »[1].

La directive 98/8/CE (« directive biocides ») a été transposée en droit français par les articles L. 522-1 et suivants du code de l'environnement, faisant que la mise sur le marché de produits biocides nécessite une autorisation de mise sur le marché, délivrée par le ministère chargé de l'écologie après une autorisation favorable de l'ANSES. Une période transitoire correspond à l'évaluation de toutes les substances actives identifiées dans des produits biocides en 2000 (jusqu'en 2014). Dès lors que la substance active du produit est évaluée favorablement (inscription de la substance active dans les annexes de l'arrêté du 19 mai 2004), le produit est soumis à autorisation. La directive 98/8/CE couvre une gamme de produits bien plus large que ceux utilisés dans le secteur agroalimentaire et objets de cette note. Elle définit 23 types de produits (TP) biocides et encadre l'autorisation des substances actives en fonction du type de produits dans lesquels elles peuvent être incorporées.
Certains biocides classés T+, T ou CMR sont interdits de vente au public non professionnel.
- Contaminants (chimiques, radioactifs ou autres) : décontamination : par exemple dans le domaine de l'agroalimentaire, les décontaminants sont des « substances appliquées afin d'enlever ou réduire la contamination de surface de l'aliment. Lorsque les agents de décontamination sont utilisés sur l'aliment, la substance est considérée comme un auxiliaire technologique si elle est retirée (sauf « résidus inévitables ») après son application. Si la substance n'est pas retirée, elle est classée comme additif alimentaire (elle reste présente dans l'aliment et a un effet technologique, par exemple une action de conservateur ; un additif alimentaire peut aussi être appliqué à la surface de l'aliment, par exemple un agent de glaçage) »[4]. Elle relève alors du règlement (CE) n°1333/2008 relatif aux additifs alimentaires.

## Propreté industrielle
On appelle les salariés de la profession « Agent de Services ». En effet, en 2004, les entreprises se sont ouvertes aux services associés (espaces verts, accueil, renseignements, gardiennage, service hôteliers, voire sécurité). L'ancienne appellation « agent de propreté » n'était donc plus en adéquation avec le travail effectué par les personnels.

## Risques pour la santé et l'environnement
Certains agents nettoyants, désinfectants et biocides, notamment ceux utilisés en milieu industriel sont toxiques et écotoxiques. D'autres ou les mêmes ou certains parfums présents dans les formulations peuvent être allergènes ou potentialisants . Les gants en latex sont aussi une source possible d'allergie. De nombreux produits de soins personnels contiennent des désinfectants et parfums (Composés organiques volatiles) réagissant avec l'ozone en produisant des aérosols ; 
Une étude récente a montré que, même dans des conditions considérées comme normales, en seulement quelques minutes, le nettoyage d'une pièce fermée avec un produit parfumé (senteurs de pins, citron, orange...) peut générer autant de particules en suspension (aérosols) dans l'air intérieur que les véhicules d'une rue urbaine animée.
Un protocole d'étude a permis d'observer, minute par minute, les réactions aéroportées issues d'un nettoyage de sol typique d'une pièce de 50 mètres cubes (environ un demi-conteneur routier). Dans les 90 minutes qui suivent 12 à 14 minutes de nettoyage avec un produit à base de terpènes, on observe que des aérosols se forment rapidement : 
Les monoterpènes, et le limonène en particulier (très courant dans les nettoyants et certaines cire pour meubles) réagissent facilement avec l'ozone troposphérique un polluant courant de l'air. Cette réaction produit des peroxydes, des alcools et d'autres molécules formant des aérosols, lesquels sont susceptibles de profondément pénétrer les alvéoles pulmonaires et d'y irriter les muqueuses. Chez les personnes vulnérables, ces aérosols peuvent générer de l'asthme et à plus long terme l'infarctus ou l'accident vasculaire cérébral. 

Certains métiers (agent d'entretien, ...gardiens sont plus susceptibles d'en inhaler de grandes quantités et d'en subir les conséquences) ; dans la pièce, une personne moyenne respire alors environ 1 à 10 milliards de nanoparticules (inférieures à un demi-micromètre) à la minute, soit l'équivalent de l'air pollué d'une rue animée et circulante en Europe ou aux États-Unis, ou l'équivalent des particules émises par une cuisinière à gaz ou la combustion d'une bougie dans la pièce. Des radicaux, de type hydroxyle et hydroperoxyle apparaissent, or ils sont une source connue d'aérosols urbains. Dans cette expérience, la ventilation du laboratoire (comparable à celles d'immeubles de bureaux typique) n'éliminait pas ou peu ces particules ; ou si elle élimine des particules, elle peut importer de l'ozone de l'extérieur, source de nouvelles particules à l'intérieur. Les auteurs recommandent de nettoyer le matin ou tard (quand il y a moins d'ozone dans l'air), ou de limiter les taux d'ozone de l'air intérieur à moins d'un ppm (moindre ventilation le jour et/ou filtration de l'air sur charbon actif) ; et d'éviter les produits contenant des terpènes et du limonène. Des filtres à air portables peuvent aussi épurer l'air après un nettoyage. Sinon dans les heures qui suivent, les aérosols tendent à grossir et à se déposer ou à pénétrer moins profondément dans les poumons.
En France, les professions liées à la propreté font l'objet d'une convention collective 3173.